# Dušan Bravničar
Dušan Bravničar - Veljko, slovenski komunist, partizan, častnik in prvoborec, * 19. april 1919, Hrastnik, † 20./21. januar 2004, Ljubljana.

## Življenje in delo
Leta 1934 je postal član Skoja, 1935 Komunistične partije Jugoslavije, 1937 sekretar Okrožnega komiteja Komunistične partije Slovenije za Kočevje. Kot komunist je deloval na ljubljanski univerzi ter v množičnih organizasijah in društvih. Po kapitulaciji Kraljevina Jugoslavija|Kraljevine Jugoslavije je opravljal partijske naloge na terenu; aprila 1942 odšel v partizane kjer je bil politični komisar v raznih enotah. Od marca 1944 je deloval pri obveščevalni službi in bil 1945 načelnik OZNE v Ljubljani; 1945-1946 je bil prvi sekretar jugoslovanske ambasade v Tirani, v letih 1946−1953 je delal v organih notranje uprave (državne varnosti), bil 1953-56 generalni konzul v Federativne ljudske republike Jugoslavije v Celovcu, 1959 načelnik zgodovinskega arhiva Centralnega komiteja Zveze komunistov Slovenije ter v letih 1959−1963 ravnatelj Inštituta za zgodovino delavskega gibanja v Ljubljani. Leta 1961 je diplomiral na 1. stopnji kemije ljubljanske  Fakultete za naravoslovje in tehnologijo. Napisal je več prispevkov o zgodovini delavskega gibanja in komunistični partiji.
Rezervni podpolkovnik JLA Bravničar je nosilec partizanske spomenice in več drugih državnih odlikovanj.

## Odlikovanja
- red zaslug za ljudstvo z zlatim vencem
- red partizanske zvezde s srebrnim vencem
- red za hrabrost (2x)
- red bratstva in enotnosti s srebrnim vencem
- partizanska spomenica 1941